# A Mummers' Dance Through Ireland
A Mummers' Dance Through Ireland es un álbum recopilatorio de la cantante e instrumentalista canadiense Loreena McKennitt. El disco es un reconocimiento y un homenaje dedicado a la música tradicional de Irlanda, la cual constituye gran parte del repertorio musical de McKennitt.
El álbum se publicó específicamente el 17 de marzo de 2009, coincidiendo con la celebración del Día de San Patricio, santo patrono de Irlanda. Originalmente el lanzamiento se encontraba únicamente disponible como descarga digital en el sitio web de Loreena (www.QuinlanRoad.com), posteriormente, éste se produjo y se distribuyó en formato físico en todo el mundo.

## Lista de temas
- 1.- Bonny Portmore — 4:20 (The Visit)
- 2.- Stolen Child — 5:05 (Elemental)
- 3.- Huron 'Beltane' Fire Dance — 4:20 (Parallel Dreams)
- 4.- She Moved Through The Fair — 4:05 (Elemental)
- 5.- Dickens' Dublin (The Palace) — 4:40 (Parallel Dreams)
- 6.- The Mummers' Dance (Single) — 4:00 (The Book Of Secrets)
- 7.- Come By The Hills — 3:05 (Elemental)
- 8.- The Lark In The Clear Air — 2:06 (Elemental)
- 9.- The Old Ways 5:44 — (The Visit)
- 10.- Never-Ending Road (Amhrán Duit) — 5:54 (An Ancient Muse)